# Witmarsum, Palmeira (Brasilien)

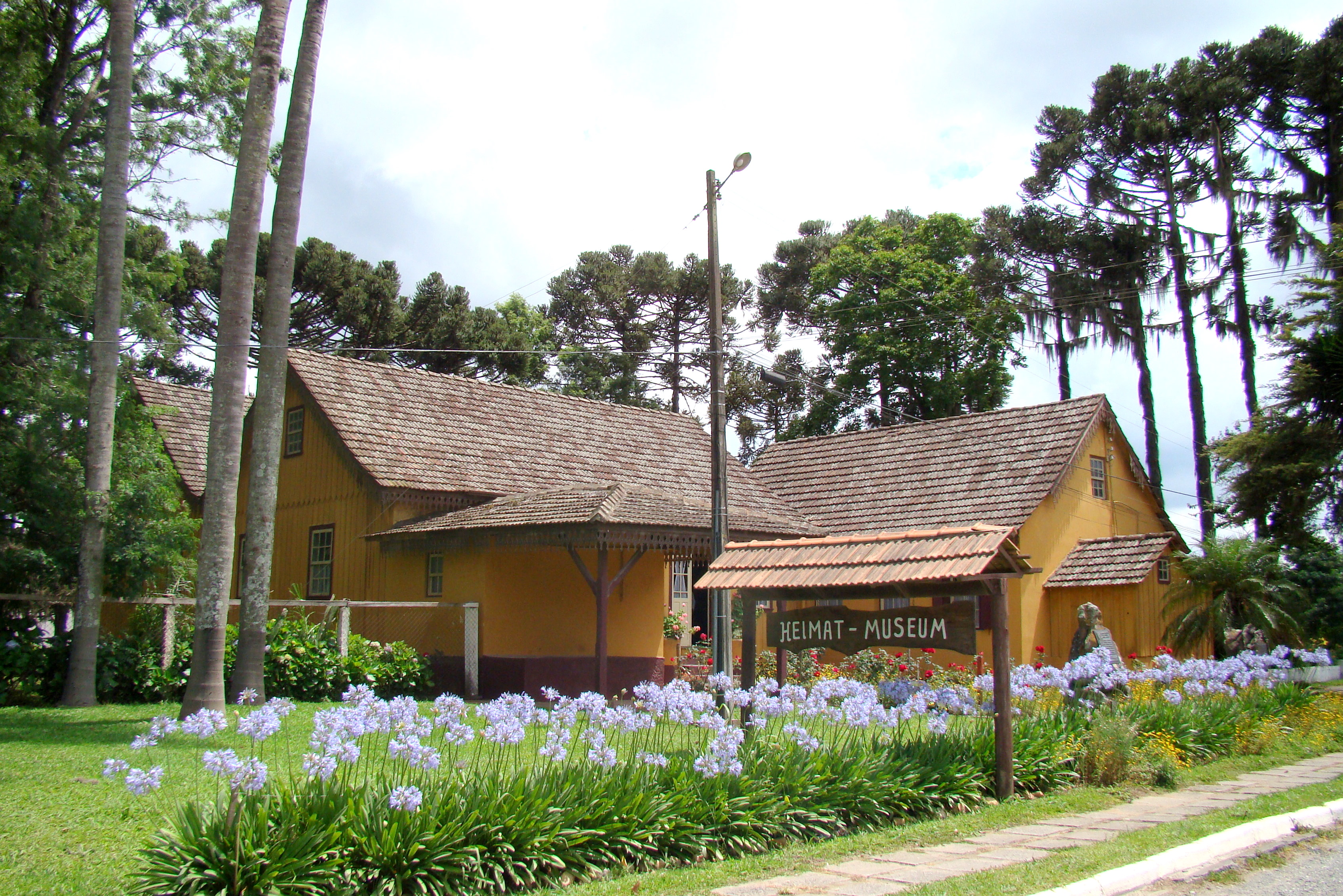
Historisches Museum in Witmarsum

Im Munizip Palmeira (Bundesstaat Paraná) gelegen, wurde die Siedlung Colônia Witmarsum im Juli 1951 von Mennoniten, welche aus dem Ort Witmarsum (Bundesstaat Santa Catarina) wieder auswanderten, gegründet. Die Mennoniten in Witmarsum, Palmeira, gehören zu den deutsch-russischen, ursprünglich aus Friesland stammenden Mennoniten. Sie waren im 18. Jahrhundert durch Preußen nach Russland und in die Ukraine ausgewandert, von wo sie 1929 vor dem Kommunismus flohen. 1930 kamen sie nach Brasilien, wo sie, im Anschluss an eine Zeit in Witmarsum (Santa Catarina) die Siedlung „Colônia Witmarsum“ (Paraná) gründeten. Mit der Unterstützung nordamerikanischer Mennoniten war es ihnen gelungen, am 7. Juni 1951 das Landgut „Fazenda Cancela“ zu erwerben.
Colônia Witmarsum erstreckt sich über eine Fläche von ca. 7800 Hektar und hat etwa 1500 Bewohner. Fünf Dörfer, von Nr. 1 bis 5 benannt, liegen im Kreis um das kommerzielle und soziale Zentrum, welches an Stelle des ursprünglichen Zentrums der Fazenda Cancela erbaut ist.
Die ökonomische Grundlage liegt in der Land- und Viehwirtschaft, besonders in der Erzeugung von Milchprodukten. Unter anderem werden für die Fleischgewinnung auch Schweine und Hähnchen gezüchtet, und es werden Sojabohnen und Mais angebaut.
Vor einigen Jahren hat die Kolonie auch mit touristischen Aktivitäten begonnen. Seitdem ist es für mehrere Bauern, die wichtigste Einkommensquelle geworden. Zu Beginn des Jahres 2016 wurde das Touristenzentrum Witmarsums, im Zentrum der Kolonie, gegründet. Dort können sich die Besucher über die Gasthäuser, Cafés und Restaurants, sowie Reitaktivitäten auf Pferden und Ponys, Abseilen und Spaziergänge auf Wanderwegen, Bio- und hausgemachte Produkte, Handarbeit etc. informieren. Im Jahr 2015 wurde das Alter- und Pflegeheim eingeweiht, mit dem Ziel, den Lebensabend der Pioniere zu verschönern. Dort erleben sie Ruhe und Frieden sowie die Betreuung und Unterstützung in Tagen der Krankheit und des Schwächerwerdens. Heute wird die Pflege von Körper, Seele und Geist für alle diese Bewohner erweitert.
In Witmarsum wurden auch zwei neue Unternehmen gegründet: HORSCH Maschinen do Brasil Ltda und SCHÜCK PVC-Fensterbauelemente.